# Robert King (1er baron Kingsborough)
Pour les articles homonymes, voir Robert King (homonymie) et King.
Robert King, 1er baron Kingsborough (18 février 1724 - 22 mai 1755), connu sous le nom de Robert King, baronnet entre 1740 et 1748, est un propriétaire terrien et un homme politique irlandais.

## Biographie

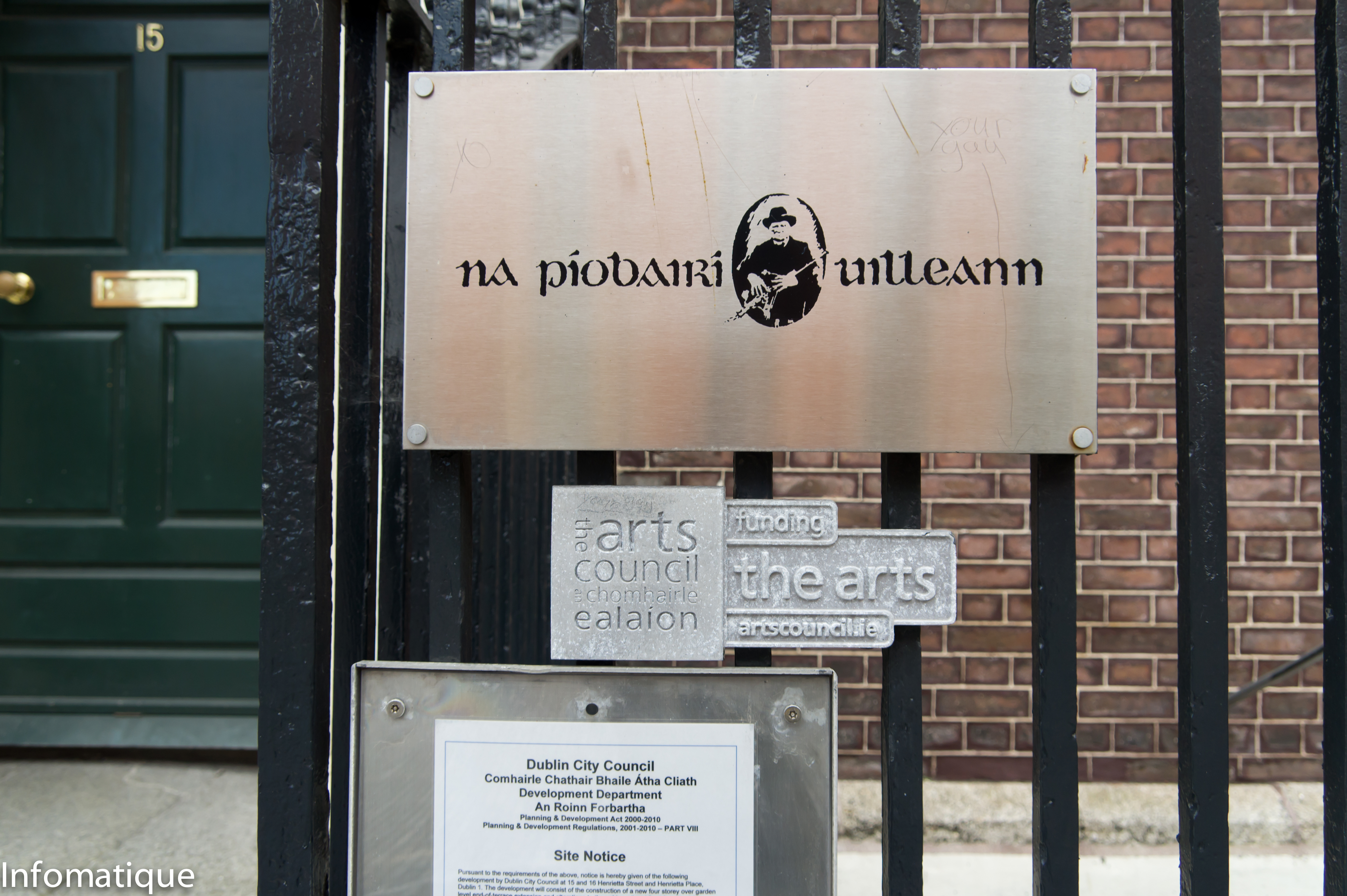
Maison de ville
15 Henrietta Street, Dublin

Il est le fils aîné de Henry King (3e baronnet), d’Isabella Wingfield, fille d’Edward Wingfield et de la sœur de Richard Wingfield (1er vicomte Powerscourt). Il succède à son père comme baronnet en 1740. En 1744, il est élu à la Chambre des communes irlandaise pour Boyle, poste qu'il occupe jusqu'en 1748. À l'âge de 24 ans, il est créé baron Kingsborough dans la Pairie d'Irlande. Il est également Custos Rotulorum of Roscommon.
Lord Kingsborough est mort en mai 1755, à l'âge de 31 ans. Il ne s'est jamais marié et la baronnie s'éteint avec lui. Son frère cadet, Edward, nommé comte de Kingston en 1768, lui succède comme baronnet.